# Masaya Katō
Masaya Katō (jap. 加藤 雅也 Katō Masaya; ur. 27 kwietnia 1963) – japoński aktor i seiyū pochodzący z Nary.

## Filmografia

### Jako aktor
Źródło: Filmweb
- Sakura Sakura – Jokichi Takamine
- Za rasuto messêji: Umizaru – Hiroshiichirou Sakuragi
- Incydent – Toshinari Eguchi
- Mirai yosouzu – Yoshiro Nakajima
- Unfair: The Movie – Kaoru Mikami
- Kekkon sagishi
- Ostatnia kolacja – doktor
- Kindaichi shōnen no jikenbo – Kyuketsuki densetsu satsujin jiken – Kenmochi Isamu
- Baramui Fighter – Kato
- Gozu: gangsterski teatr grozy
- Yurusarezaru mono
- Aragami – Aragami
- Makai tenshō – Araki Mataemon
- Okite yakuza
- Masuuruhiito – Rai Kenjin
- Dobre rady[2]
- Agitator – Kunihiko
- Shotoku taishi – Hatsusebe no miko
- Brother – Shirase
- Okinawa Rendez-vous – Sato
- Shisha no gakuensai
- Women of the Night – Sato
- Godzilla – japoński członek załogi[2]
- Odjazd – „Zaawansowany model”
- Vicious Circles – Morri
- Wybrany – Ryuji Hanada
- Jinzō ningen Hakaidâ
- Siódme piętro – Mitsuru
- Rampo – kelner w hotelu
- Sprzedam plan napadu na bank – Jin Okazaki
- Dom zachodzącego słońca – Kaya Tatsuma
- Gekashitsu – Takamine, student medycyny
- Ōte – Kayama
- Cztery dni śniegu i krwi – Sakai
- Teito taisen
- Marilyn ni aitai – Daisuke Nakazato

### Seriale
Źródło: Filmweb
- Unfair 2[2]
- Sengoku shippuden futari no gunshi – Nobunaga Oda[2]
- Keibu Tsuge Kyousuke: Choukousou hoteru no shikaku[2]
- Saitō san (gościnnie)
- Around 40: Chûmon no ōi onna tachi – Kazuya Kanesugi
- Surōnin: Tsukikage hyōgo – Iori Takamura (gościnnie)
- Kira kira kenshūi – Hidehiko Yamazaki
- Unfair – Kaoru Mikami
- Yoshitsune – Minamoto no Yoshitomo
- Anego – Sawaki Soichi
- Toshiie to Matsu: kaga hyakumangoku monogatari – Asano Nagamasa
- Moichido kisu – Saegusa Tsutomu
- Kameleon – Tommy Tanaka

### Głos
Źródło: Filmweb
- Agatha Christie no Meitantei Poirot To Marple – Raymond West

### Gry komputerowe
- Maximo: Ghost to Glory – kapitan Cadaver/Ghastly Gus[2]
- Romancing SaGa: Minstrel Song – Prince Neidhart[2]
- Secret of Evangelion
- Secret of Evangelion Portable
- Ryū ga Gotoku Kenzan!